# Échiré
Échiré és un municipi francès situat al departament de Deux-Sèvres i a la regió de la Nova Aquitània. L'any 2007 tenia 3.230 habitants.

## Demografia

### Població
El 2007 la població de fet d'Échiré era de 3.230 persones. Hi havia 1.289 famílies de les quals 292 eren unipersonals (118 homes vivint sols i 174 dones vivint soles), 473 parelles sense fills, 465 parelles amb fills i 59 famílies monoparentals amb fills.
La població ha evolucionat segons el següent gràfic:
Habitants censats

### Habitatges
El 2007 hi havia 1.391 habitatges, 1.325 eren l'habitatge principal de la família, 25 eren segones residències i 41 estaven desocupats. 1.307 eren cases i 31 eren apartaments. Dels 1.325 habitatges principals, 1.007 estaven ocupats pels seus propietaris, 310 estaven llogats i ocupats pels llogaters i 9 estaven cedits a títol gratuït; 67 tenien una cambra, 26 en tenien dues, 110 en tenien tres, 328 en tenien quatre i 794 en tenien cinc o més. 1.144 habitatges disposaven pel capbaix d'una plaça de pàrquing. A 422 habitatges hi havia un automòbil i a 799 n'hi havia dos o més.

### Piràmide de població
La piràmide de població per edats i sexe el 2009 era:
| Homes | Edats   | Dones |
| ----- | ------- | ----- |
| 0     | 95 o +  | 4     |
| 4     | 90 a 94 | 24    |
| 16    | 85 a 89 | 40    |
| 24    | 80 a 84 | 20    |
| 48    | 75 a 79 | 48    |
| 52    | 70 a 74 | 52    |
| 56    | 65 a 69 | 56    |
| 68    | 60 a 64 | 76    |
| 52    | 55 a 59 | 60    |
| 144   | 50 a 54 | 124   |
| 184   | 45 a 49 | 152   |
| 84    | 40 a 44 | 112   |
| 112   | 35 a 39 | 112   |
| 84    | 30 a 34 | 84    |
| 76    | 25 a 29 | 84    |
| 80    | 20 a 24 | 52    |
| 72    | 15 a 19 | 112   |
| 120   | 10 a 14 | 60    |
| 92    | 5 a 9   | 96    |
| 76    | 0 a 4   | 68    |

## Economia
El 2007 la població en edat de treballar era de 2.073 persones, 1.573 eren actives i 500 eren inactives. De les 1.573 persones actives 1.500 estaven ocupades (767 homes i 733 dones) i 73 estaven aturades (39 homes i 34 dones). De les 500 persones inactives 263 estaven jubilades, 138 estaven estudiant i 99 estaven classificades com a «altres inactius».

### Ingressos
El 2009 a Échiré hi havia 1.390 unitats fiscals que integraven 3.424 persones, la mediana anual d'ingressos fiscals per persona era de 20.722,5 €.

### Activitats econòmiques
Dels 125 establiments que hi havia el 2007, 5 eren d'empreses extractives, 3 d'empreses alimentàries, 9 d'empreses de fabricació d'altres productes industrials, 31 d'empreses de construcció, 31 d'empreses de comerç i reparació d'automòbils, 6 d'empreses de transport, 3 d'empreses d'hostatgeria i restauració, 2 d'empreses d'informació i comunicació, 5 d'empreses financeres, 6 d'empreses immobiliàries, 4 d'empreses de serveis, 13 d'entitats de l'administració pública i 7 d'empreses classificades com a «altres activitats de serveis».
Dels 42 establiments de servei als particulars que hi havia el 2009, 1 era una oficina de correu, 1 una oficina bancària, 1 funerària, 7 tallers de reparació d'automòbils i de material agrícola, 4 paletes, 5 guixaires pintors, 3 fusteries, 8 lampisteries, 3 electricistes, 1 empresa de construcció, 2 perruqueries, 1 veterinari, 2 restaurants, 2 agències immobiliàries i 1 saló de bellesa.
Dels 7 establiments comercials que hi havia el 2009, 1 era un supermercat, 1 una fleca, 1 una carnisseria, 1 una llibreria, 2 botigues de roba i 1 una floristeria.
L'any 2000 a Échiré hi havia 29 explotacions agrícoles que ocupaven un total de 1.843 hectàrees.

## Equipaments sanitaris i escolars
L'únic equipament sanitari que hi havia el 2009 era una farmàcia.
El 2009 hi havia 1 escola maternal i 1 escola elemental.

## Poblacions més properes
El següent diagrama mostra les poblacions més properes.